# Baud Comunitat
La Baud Comunitat (en bretó Kumuniezh kumunioù Bro Baod) és una estructura intercomunal francesa, situada al departament d'Ar Mor-Bihan a la regió Bretanya, al País de Pontivy. Té una extensió de 225,79 kilòmetres quadrats i una població de 13.500 habitants (2006).

## Composició
Agrupa 6 comunes :
1. Baud
2. Bieuzy
3. Guénin
4. Melrand
5. Pluméliau
6. Saint-Barthélemy